# Detonidae
Detonidae es una familia de crustáceos isópodos. Sus 37 especies reconocidas son casi cosmopolitas, excepto zonas polares.

## Géneros
Se reconocen los 3 siguientes:
- Armadilloniscus Uljanin, 1875 (31 especies)
- Deto Guérin-Méneville, 1836 (5 especies)
- Detonella Lohmander, 1927 (1 especie)